# 월드 하키 협회
월드 하키 협회(World Hockey Association, WHA)는 미국 아이스하키의 메이저 리그이다. 1971년에 리그가 시작된 뒤 1979년 NHL와 합병(에드먼턴 오일러스, 뉴잉글랜드 훼일러스, 퀘벡 노르딕스, 위니펙 제츠가 NHL로 넘어갔다)되어 사라진 리그이다.

## 역대 WHA팀 (1971년~1979년)
| 팀                       | 연고지                    | 경기장                                                                             | 수용인원                                  | 리그 참가기간                                                           | 비고                                                    |
| ------------------------ | ------------------------- | ---------------------------------------------------------------------------------- | ----------------------------------------- | ----------------------------------------------------------------------- | ------------------------------------------------------- |
| 앨버타 오일러스          | 앨버타주 에드먼턴         | 에드먼턴 가든                                                                      | 5,200명                                   | 1972년~1973년                                                           | 1979년 NHL에 가입함.                                    |
| 에드먼턴 오일러스        | 앨버타주 에드먼턴         | 에드먼턴 가든 노스랜즈 콜리시엄                                                    | 5,200명 16,839명                          | 1973년~1979년                                                           | 1979년 NHL에 가입함.                                    |
| 시카고 쿠거스            | 일리노이주 시카고         | 인터내셔널 엠피시어터 랜드허스트 아이스 아레나                                     | 9,000명 2,000명                           | 1972년~1975년                                                           | 빈칸                                                    |
| 신시내티 스팅거스        | 오하이오주 신시내티       | 리버프론트 콜리시엄                                                                | 14,453명                                  | 1975년~1979년                                                           | 빈칸                                                    |
| 캘거리 브롱코스          | 앨버타주 캘거리           | 빈칸                                                                               | 빈칸                                      | 1972년                                                                  | WHA 참가할 계획이었지만, 1972년에 창단이 취소되었던 팀. |
| 클리블랜드 크루세이더스  | 오하이오주 클리블랜드     | 클리블랜드 아레나 콜리시엄 앳 리치필드                                             | 9,900명 18,544명                          | 1972년~1976년                                                           | 빈칸                                                    |
| 미네소타 파이팅 세인츠   | 미네소타주 세인트폴       | 세인트폴 오디토리움 세인트폴 시빅 센터                                             | 5,000명 16,000명                          | 《첫번째 프랜차이즈》 1972년~1976년 《두번째 프랜차이즈》 1976년~1977년 | 《두번째 프랜차이즈》 클리블랜드 크루세이더스의 후신    |
| 덴버 스퍼스              | 콜로라도주 덴버           | 맥니콜스 스포츠 아레나                                                             | 15,900명                                  | 1975년~1976년                                                           | 빈칸                                                    |
| 오타와 시빅스            | 온타리오주 오타와         | 오타와 시빅 센터                                                                   | 9,500명                                   | 1976년                                                                  | 빈칸                                                    |
| 데이턴 애로우스          | 오하이오주 데이턴         | 빈칸                                                                               | 빈칸                                      | 1972년                                                                  | WHA 참가할 계획이었지만, 1972년에 창단이 취소되었던 팀. |
| 휴스턴 에어로스          | 텍사스주 휴스턴           | 샘 휴스턴 콜리시엄 더 슈미트                                                       | 9,200명 15,242명                          | 1972년~1978년                                                           | 빈칸                                                    |
| 인디애나폴리스 레이서스  | 인디애나주 인디애나폴리스 | 마켓 스퀘어 아레나                                                                 | 15,993명                                  | 1974년~1978년                                                           | 빈칸                                                    |
| 로스앤젤레스 샤크스      | 캘리포니아주 로스앤젤레스 | 로스앤젤레스 메모리얼 스포츠 아레나 롱비치 스포츠 아레나                           | 14,546명 11,200명                         | 1972년~1974년                                                           | 빈칸                                                    |
| 미시간 스택스            | 미시간주 디트로이트       | 코보 아레나                                                                        | 12,000명                                  | 1974년~1975년                                                           | 빈칸                                                    |
| 볼티모어 블레이즈        | 메릴랜드주 볼티모어       | 볼티모어 시빅 센터                                                                 | 14,000명                                  | 1975년                                                                  | 빈칸                                                    |
| 뉴잉글랜드 훼일러스      | 뉴잉글랜드                | 보스턴 아레나 보스턴 가든 더 빅 E 콜리시엄 하트포드 시빅 센터 스프링필드 시빅 센터 | 4,666명 14,448명 6,000명 15,635명 6,866명 | 1972년~1979년                                                           | 1979년 NHL에 가입함. 현 캐롤라이나 허리케인스의 전신    |
| 뉴욕 레이더스            | 뉴욕주 뉴욕               | 매디슨 스퀘어 가든                                                                 | 18,006명                                  | 1972년~1973년                                                           | 빈칸                                                    |
| 뉴욕 골든 블레이즈       | 뉴욕주 뉴욕               | 매디슨 스퀘어 가든                                                                 | 18,006명                                  | 1973년~1974년                                                           | 빈칸                                                    |
| 저지 나이츠              | 뉴저지주 체리 힐          | 체리 힐 아레나                                                                     | 4,416명                                   | 1973년~1974년                                                           | 빈칸                                                    |
| 샌디에이고 매리너스      | 캘리포니아주 샌디에이고   | 샌디에이고 스포츠 아레나                                                           | 12,920명                                  | 1974년~1977년                                                           | 빈칸                                                    |
| 오타와 내셔널스          | 온타리오주 오타와         | 오타와 시빅 센터                                                                   | 9,500명                                   | 1972년~1973년                                                           | 빈칸                                                    |
| 토론토 토로스            | 온타리오주 토론토         | 메이플 리프 가든 바시티 아레나                                                     | 16,316명 4,116명                          | 1973년~1976년                                                           | 빈칸                                                    |
| 버밍햄 불스              | 앨라배마주 버밍햄         | 버밍햄-제퍼슨 컨벤션 콤플렉스                                                      | 19,000명                                  | 1976년~1979년                                                           | 빈칸                                                    |
| 마이애미 스크리밍 이글스 | 플로리다주 마이애미       | 빈칸                                                                               | 빈칸                                      | 1972년                                                                  | WHA 참가할 계획이었지만, 1972년에 창단이 취소되었던 팀. |
| 필라델피아 블레이저스    | 펜실베이니아주 필라델피아 | 필라델피아 시빅 센터                                                               | 9,600명                                   | 1972년~1973년                                                           | 빈칸                                                    |
| 벤쿠버 블레이저스        | 브리티시컬럼비아주 밴쿠버 | 퍼시픽 콜리시엄                                                                    | 15,570명                                  | 1973년~1975년                                                           | 빈칸                                                    |
| 캘거리 카보이스          | 앨버타주 캘거리           | 스템피드 코랄                                                                      | 6,450명                                   | 1975년~1977년                                                           | 빈칸                                                    |
| 피닉스 로드러너스        | 애리조나주 피닉스         | 애리조나 베터런스 메모리얼 콜리시엄                                                | 13,730명                                  | 1974년~1977년                                                           | 빈칸                                                    |
| 샌프란시스코 샤크스      | 캘리포니아주 샌프란시스코 | 빈칸                                                                               | 빈칸                                      | 1972년                                                                  | WHA 참가할 계획이었지만, 1972년에 창단이 취소되었던 팀. |
| 퀘벡 노르딕스            | 퀘벡주 퀘벡               | 콜로세 데 퀘벡                                                                     | 15,176명                                  | 1972년~1979년                                                           | 1979년 NHL에 가입함. 현 콜로라도 애벌랜치의 전신        |
| 위니펙 제츠              | 매니토바주 위니펙         | 위니펙 아레나                                                                      | 13,985명                                  | 1972년~1979년                                                           | 1979년 NHL에 가입함. 현 애리조나 카이오츠의 전신        |

## 애브코 월드 트로피
| 연도   | 우승팀              | 스코어  | 준우승              |
| ------ | ------------------- | ------- | ------------------- |
| 1973년 | 뉴잉글랜드 훼일러스 | 4승 1패 | 위니펙 제츠         |
| 1974년 | 휴스턴 에어로스     | 4승     | 시카고 쿠거스       |
| 1975년 | 휴스턴 에어로스     | 4승     | 퀘벡 노르딕스       |
| 1976년 | 위니펙 제츠         | 4승     | 휴스턴 에어로스     |
| 1977년 | 퀘벡 노르딕스       | 4승 3패 | 위니펙 제츠         |
| 1978년 | 위니펙 제츠         | 4승     | 뉴잉글랜드 훼일러스 |
| 1979년 | 위니펙 제츠         | 4승 2패 | 에드먼턴 오일러스   |

## WHA 올스타전
| 시즌      | 결과                                                    | 개최지                | 경기장               |
| --------- | ------------------------------------------------------- | --------------------- | -------------------- |
| 1972~1973 | 동부 디비전 6, 서부 디비전 2                            | 퀘벡주 퀘벡           | 콜로세 데 퀘벡       |
| 1973~1974 | 동부 디비전 8, 서부 디비전 4                            | 미네소타주 세인트폴   | 세인트폴 시빅 센터   |
| 1974~1975 | 서부 디비전 6, 동부 디비전 4                            | 앨버타주 에드먼턴     | 노스랜즈 콜리시엄    |
| 1975~1976 | 캐나디 연고지 팀 (5) 6, 미국 연고지 팀 (9) 1            | 오하이오주 클리블랜드 | 콜리시엄 앳 리치필드 |
| 1976~1977 | 동부 디비전 4, 서부 디비전 2                            | 코네티컷주 하트퍼드   | 하트포드 시빅 센터   |
| 1977~1978 | 퀘벡 노르딕스 5, 올스타 4                               | 퀘벡주 퀘벡           | 콜로세 데 퀘벡       |
| 1978~1979 | 올스타 4, 디나모 모스크바 2 올스타 4, 디나모 모스크바 3 | 앨버타주 에드먼턴     | 노스랜즈 콜리시엄    |